# 小行星4113
小行星4113（英語：4113 Rascana）是一颗围绕太阳公转的小行星。1982年1月18日，愛德華·鮑威爾在可可尼诺县发现了此天体。
这颗小行星的绝对星等为48.5288682451626等。